# Marquette County, Wisconsin
Marquette County är ett administrativt område i delstaten Wisconsin, USA. År 2010 hade countyt 15 404 invånare. Den administrativa huvudorten (county seat) är Montello.

## Geografi
Enligt United States Census Bureau har countyt en total area på 1 203 km². 1 180 km² av den arean är land och 23 km² är vatten.

### Angränsande countyn
- Waushara County, Wisconsin - nord
- Green Lake County, Wisconsin - öst
- Columbia County, Wisconsin - syd
- Adams County, Wisconsin - väst